# Semiothisa doriteata
Semiothisa doriteata là một loài bướm đêm trong họ Geometridae.